# Parc Nacional d'Ifrane
El Parc Nacional d'Ifrane (àrab: منتزه إفران الوطني, Mutanazzah Ifrān al-Waṭanī; amazic: ⴰⴼⵔⴰⴳ ⴰⵏⴰⵎⵓⵔ ⵏ ⵉⴼⵔⴰⵏ) és una àrea protegida en la serralada de l'Atles mitjà, al Marroc. Té una extensió de 500 quilòmetres quadrats. Gran part del parc està cobert de boscos com el cedre de l'Atles. El parc nacional d'Ifrane és un dels pocs hàbitats que queden per a la mona de Gibraltar. Aquest primat prehistòric tenia una gamma molt més àmplia al nord d'Àfrica, però en l'actualitat sobreviu com una espècie en perill d'extinció en hàbitats estrictament restringits i fragmentats.